# Mesarmadillo eubeloides
Mesarmadillo eubeloides är en kräftdjursart som beskrevs av Franco Ferrara och Helmut Schmalfuss 1985. Mesarmadillo eubeloides ingår i släktet Mesarmadillo och familjen Eubelidae. Inga underarter finns listade i Catalogue of Life.